# Registro de temperaturas del último milenio

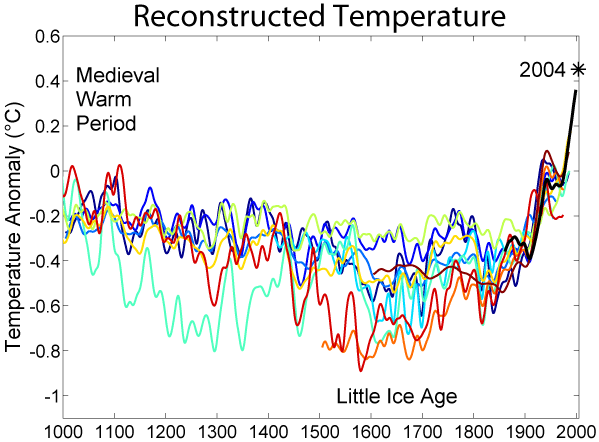
Reconstrucciones de las Tº en el Hemisferio Norte del 2º milenio, a tono con varios artículos antiguos (líneas azuladas), más nuevos (líneas rojizas), y registro instrumental (línea negra).

El registro de temperaturas del último milenio es la reconstrucción del registro de temperaturas promedio desde el año 1000 en el hemisferio norte, posteriormente extendido hasta el año 1, y luego también cubriendo el hemisferio sur.
Como solo se cuenta con un registro confiable de la temperatura superficial desde 1850, es necesario usar distintos indicadores indirectos —llamados proxies— para reconstruir las temperaturas anteriores. Estos incluyen anchos de anillos de árboles, crecimiento de corales y variaciones isotópicas en núcleos de hielo. Sin embargo, la cobertura de estos proxies es escasa: incluso los mejores registros proxy contienen observaciones muy inferior a las grandes épocas de los registros de observación. Además, existen problemas en la conexión de los proxies (por ejemplo, ancho de anillos de árboles) a la variable de interés (por ejemplo temperatura).
El estudio del clima del pasado es de interés para los científicos, pues mejora la comprensión de la variabilidad climática actual y proporciona una mejor base para las proyecciones futuras del clima. En particular, si la naturaleza y la magnitud de la variabilidad natural del clima se puede establecer, los científicos serán capaces de detectar en mejor manera las contribuciones antropogénicas al calentamiento global. Cabe aclarar que, no obstante, a pesar de que la reconstrucción de las temperaturas obtenidas desde los datos que brindan los proxies nos ayudan a entender las características de la variación del clima natural, esto se basa en una amplia variedad de metodologías en las que las reconstrucciones de proxy son solo una pequeña parte.
De acuerdo con todas las reconstrucciones de temperatura importantes publicados en revistas revisadas por pares (ver gráfico), el incremento en la temperatura en el siglo XX y la temperatura a finales de este siglo es la más alta en los registros. La atención ha tendido a centrarse en los primeros trabajos de Michael E. Mann, Bradley and Hughes (1998), cuyo gráfico apodado «palo de hockey» fue presentado en el 2001 en el reporte de la United Nations Intergovernmental Panel on Climate Change. La metodología y los conjuntos de datos usados para la creación del the Mann et al. (1998) versión del gráfico del palo de hockey están en controversia con Stephen McIntyre y Ross McKitrick, aunque el gráfico está en general aceptado por la comunidad científica.

## Técnicas generales y precisión

Registro instrumental de Tº de los últimos 150 años.

Sin lugar a dudas el mejor período observado es que el que va desde 1850 hasta la actualidad, con la cobertura mejorada con el tiempo. A lo largo de este período los instrumentos para medir la temperatura, mayormente basados en la lectura directa de los termómetros, tiene aproximadamente cobertura global. Esto muestra un incremento general de las temperaturas a nivel global.
Antes de este tiempo deben ser usados varios proxis. Estos proxis son menos exactos que la lectura directa de los termómetros, tienen una menor resolución temporal y menor cobertura espacial. Su única ventaja es que permiten una reconstrucción de los registros más prolongada. Desde que los registros de temperaturas directos son más precisos que los proxis (en efecto, son necesarios para calibrarlos) son usados cuando están disponibles, por ejemplo, de 1850 en adelante.

### Métodos cuantitativos a partir de datos proxy
Si bien existen varios registros previos a 1850, los datos de temperaturas anteriores deben ser reconstruidos mediante aproximaciones según datos proxy, es decir aproximar una variable de interés (la temperatura) de otras variables que no tienen tanto interés. Una de esas variables, estudiada por la dendroclimatología, sería el grosor de los anillos de los troncos de los árboles, que permite inferir la duración de las estaciones o lo intensas que han sido. La composición isótopica de la nieva acumulada, corales, estalactitas también pueden ser usadas para inferir la temperatura. Otras técnicas que se han usado para inferir climas pasados es el examen de polen antiguos, la forma de los árboles, e incluso textos históricos. Estas reconstrucciones son inferencias indirectas de la temperatura y tienen por tanto mayor incertidumbre que la que aportan los instrumentos.
En general, la historia reciente de registros proxis está calibrada con los registros de temperatura locales, estimándose así la relación entre temperatura y el aproximado. Los registros deben tomarse con mucha precaución, ya que para inferir la temperatura global son necesarios muchos datos alrededor del planeta, y no basarse solo en una media regional, como sería basarse en los anillos de árboles de un bosque. También pueden existir problemas si se unen datos provenientes de distintas fuentes para obtener una reconstrucción global. En la actualidad Osborn y Briffa usan una técnica más simple, que cuenta las proporciones de registros que son positivas, negativas y neutrales en cualquier período de tiempo. Esto produce un resultado con acuerdo general con los estudios convencionales multi-proxy.
Varias reconstrucciones sugieren que hubo una variabilidad mínima en las temperaturas hasta entrado el siglo XX (véase, por ejemplo,  Archivado el 13 de diciembre de 2013 en Wayback Machine.). Más recientemente, Mann y Jones han exstendido sus reconstrucciones para cubrir el primer y segundo milenio (GRL, 2003). El trabajo ha sido reproducido por Wahl y Ammann en 2005. El trabajo de Mann, Bradley y Hughes (1998) es conocido como el gráfico "Hockey Stick" graph, acuñado por Jerry Mahlman, director del Geophysical Fluid Dynamics Laboratory.
El trabajo de Mann et al., Jones et al., Briffa y otros forma una parte mayor del IPCC TAR's que concluye que «la tasa y magnitud del calentamiento global o hemisférica del siglo XX ha sido la mayor del milenio, siendo la década de 1990 y el año de 1998, la década y los años más cálidos». El IPCC AR4 concluyó que "las temperaturas medias en el hemisferio norte durante la segunda mitad del siglo XX parecen haber sido mayores que en cualquier período de 50 años en los últimos 500 años, y muy probablemente de los últimos 1300".

### Reconstrucción cualitativa con los registros históricos
Es también posible usar datos históricos para inferir variaciones climáticas, con frecuencia de una manera menos numérica directamente. Por ejemplo, reportes de congelamiento del río Támesis, períodos libres de hielo en el mar en los puertos, entradas en diarios sobre heladas y olas de calor, registros de buenas y malas cosechas, fechas de floraciones o de preñez-parto, caídas extraordinarias de lluvia y nieve, inusuales inundaciones o sequías.
Estos indicadores se pueden usadar para inferir temperaturas históricas, pero en general de una manera más cualitativa que los proxys naturales mencionados anteriormente. Además son difíciles de calibrar, a menudo solo están disponibles en un período corto de tiempo, puede que estén disponibles solo para regiones desarrolladas, y cometan grandes errores de estimación. Estas observaciones históricas del mismo período muestran períodos de calentamiento y enfriamiento simultáneos en algunos puntos.
Recientes evidencias sugieren que un repentino y de corta duración cambio climático ocurrió entre 2200 y 2100 a. C. en la región entreTíbet e Islandia, con algunos indicios de un cambio global. El resultado fue un enfriamiento y reducción de precipitaciones. Y se cree haber sido la causa primaria del colapso del Imperio Antiguo de Egipto.
La astrónoma Sallie Baliunas notó que las variaciones de la temperatura estaban correlacionadas con las variaciones solares y aseguró que el número de manchas solares nos podía dar una medida aproximada del brillo que aportaba el sol. Balunias y otros sugirieron que los períodos de radiación solar eran en parte responsables de los registros históricos de enfriamiento y calentamiento tales como el mínimo de Maunder y la Pequeña Edad de Hielo. El mismo argumento podría haber implicado que los períodos de incremento de radiación solar contribuyeran al período cálido medieval, cuando se pudo cultivar y colonizar las zonas costeras de Groenlandia.

### Limitaciones
Las aparentes diferencias entre las aproximaciones cuantitativas y cualitativas no están completamente reconciliadas. Las reconstrucciones mencionadas arriba descansan en varias suposiciones para generar sus resultados. Si estas suposiciones no se mantienen, estas reconstrucciones no serán confiables. Para las reconstrucciones cuantitativas, la suposición más fundamental es que los registros proxy varían con la temperatura y los factores no-temperatura no confunden los resultados. En los registros históricos las fluctuaciones pueden ser regionales más que hemisféricas. Por ejemplo, en el caso de la medición de los anillos de los árboles, podríamos estar pasando por alto detalles importantes, como que hubiera una plaga o un oscurecimiento debido a una erupción que afecto al crecimiento de los árboles.

## Controversia del palo de hockey
La controversia del palo de hockey hace referencia a los debates sobre los aspectos técnicos y repercusión en el calentamiento global de las gráficas de reconstrucciones del registro de temperatura del último milenio. En el ámbito político, el debate se centra en el uso de dichas gráficas como método para difundir al público aspectos científicos complejos, y en la solidez de las afirmaciones presentadas por el Grupo Intergubernamental de Expertos sobre el Cambio Climático (IPCC por sus siglas en inglés Intergovernmental Panel on Climate Change).
A finales de los años noventa, varios grupos de investigación utilizando proxies para estimar el registro de temperatura encontraron evidencias de que el calentamiento actual era excepcional. En 1998 Michael E. Mann, Raymond S. Bradley y Malcolm K. Hughes (MBH en adelante) realizaron la primera reconstrucción cuantitativa de la temperatura a nivel de hemisferio a partir del análisis de un conjunto diverso de medidas. Esta reconstrucción se remontaba hasta 1400 y mostraba un rápido aumento de la temperatura, posteriormente, en su artículo de 1999, extendieron este estudio hasta el año 1000. La gráfica mostrando este incremento fue utilizada durante la reunión del Tercer Informe de Evaluación del IPCC en 2001 como representativa de la visión general entre los científicos del clima del incremento más o menos pronunciado de la temperatura a partir de la segunda mitad del siglo XX. El término palo de hockey fue acuñado por el climatólogo y director del Laboratorio Geofísico de Dinámica de Fluidos Jerry Mahlman para describir el patrón observado en el gráfico; una fase relativamente plana hasta 1900 seguido por un rápido incremento.
En 2003, Willie Soon y Sallie Baliunas arremetieron contra este patrón en un artículo que posteriormente fue calificado como erróneo. También en 2003, Stephen McIntyre y Ross McKitrick publicaron un artículo cuestionando los métodos estadísticos usados en el artículo de Mann et al. Sin embargo, Hans von Storch considera este artículo como de poca relevancia y cree que su artículo de 2004 es el primero que plantea una crítica significativa a los métodos estadísticos usados por MBH. En 2006, por requerimiento del Congreso de los Estados Unidos, se formó un grupo de estudio compuesto por científicos que declaró su apoyo a los descubrimientos de Mann con algunas matizaciones, incluyendo la advertencia de la existencia de algunos errores estadísticos aunque con poco efecto en los resultados finales.